# 周坊镇
周坊镇，是中华人民共和国江西省鹰潭市贵溪市下辖的一个乡镇级行政单位。

## 行政区划
周坊镇下辖以下地区：
周坊村、长塘村、胡家村、神前村、岭脚村、高门村、河上村、吕家村、杨家村、库桥村、三丫村、古港村、裴源村、上黄村和横岭村。